# Narine Khachatryan
Narine Khachatryan (armenisch Նարինե Խաչատրյան, Narine Chatschatrjan; * 28. Juni 1979 in Jerewan) ist eine armenische Komponistin.

## Leben
Khachatryan studierte von 1996 bis 2001 Klavier und Komposition  bei Eduard Mirsojan am Staatlichen Konservatorium Jerewan. Im Jahr 1999 besuchte sie Meisterkurse bei Thomas Buchholz. Von 2003 bis 2005 war sie Meisterschülerin bei Hans-Jürgen von Bose an der Hochschule für Musik und Theater München. 
Ihr Stück Getrennt-zusammen wurde vom Ensemble Sortisatio am 14. November 2005 bei den Hallischen Musiktagen in einem Konzert neben Kompositionen von Caspar René Hirschfeld, Thomas Müller, Gerd Domhardt, Günter Neubert, Péter Kőszeghy und Helmut Oehring uraufgeführt. Für die Kasseler Musiktage 2009 komponierte sie das Streichquartett …der Geist ruft…, das dort am 3. November 2009 vom Cuarteto Quiroga uraufgeführt wurde. 2011 komponierte sie das Werk Exurge Domine, quare obdormis..., welches anlässlich des Young Euro Classic 2011 im Konzerthaus Berlin uraufgeführt wurde.
Sie lebt und arbeitet in München.

## Preise, Auszeichnungen und Stipendien
- 1992–1996: Preise beim Aram Khachatryan-Wettbewerb
- 1997: Erster Preis des Kompositionswettbewerbs des armenischen Komponistenverbands
- 2001: Händel-Förderpreis der Stadt Halle (geteilter Preis für Komposition)
- 2003: Stipendium des Deutschen Akademischen Austauschdienst DAAD
- 2004: Förderpreis beim Günter-Bialas-Kompositionswettbewerb für Kammermusik der Hochschule für Musik und Theater München in Verbindung mit der GEMA-Stiftung
- 2008/2009: Stipendium der Hermann Hauser Guitar Foundation[3]